# Филиппи (Западная Виргиния)
Филиппи (англ. Philippi) — инкорпорированный город в штате Западная Виргиния (США), административный центр округа Барбор. В 2010 году в городе проживало 2966 человека.

## Географическое положение
Филиппи находится в северо-востоке штата Западная Виргиния и является административным центром округа Барбор. Полная площадь города — 7,64 км², из которых 7,41 км² — суша и 0,23 км² — вода. Филиппи расположен около I-79, обслуживается региональным аэропортом Филиппи/Барбор. 

## История
Первые поселенцы в этих местах, входивших тогда в состав округа Мононгейлия, появились в 1780-х годах: это были Уильям Энглин (собственник земли, на которой впоследствии возник город) и Дэниел Бут (владел паромом, осуществлявшим коммерческие перевозки через реку), поэтому изначальные названия этих мест — «Брод Энглина» (Anglin’s Ford) и «Переправа Бута» (Booth’s Ferry). Впоследствии друг Уильяма — Уилсон — женился на дочери Бута, и в 1818 году построил на реке мельницу.
В марте 1843 года виргинский округ Мононгейлия был разделён на ряд более мелких округов — так появился округ Барбор. Район переправы Бута был выбран в качестве места размещения административного центра округа, и там возник город. В связи с тем, что округ был назван в честь виргинского юриста Филипа Пендлетона Барбура, то в качестве названия административного центра решили использовать его личное имя, взятое в женской форме — «Филиппа» (Philippa). Однако из-за неправильного произношения, а также ошибочного мнения, что город назван в честь древнего македонского города Филиппы, в итоге закрепилось неправильное написание «Филиппи». В 1844 году город Филиппи получил городскую хартию.
В 1852 году был сооружён крытый мост через реку, ставший одной из достопримечательностей города и сделавший ненужным паром.
3 июня 1861 года в районе города состоялось одно из первых боестолкновений гражданской войны.
1 февраля 1871 года Филиппи стал инкорпорированным городом.
25 января 1884 года города достигла узкоколейная железная дорога, а в 1891 году компания Baltimore and Ohio Railroad перестроила дорогу на европейскую колею. Развитие автомобильного транспорта в XX веке снизило значение железнодорожных перевозок, и последняя остановка пассажирского поезда в Филиппи произошла в 1956 году.

## Население
По данным переписи 2010 года население Филиппи составляло 2966 человека (из них 45,3 % мужчин и 54,7 % женщин), 1185 домашних хозяйств и 686 семей. Расовый состав: белые — 92,7 %, афроамериканцы — 2,3 %, коренные американцы — 1,1 % и представители двух и более рас — 2,9 %.
Из 1185 домашних хозяйств 38,6 % представляли собой совместно проживающие супружеские пары (11,8 % с детьми младше 18 лет), в 14,5 % семей женщины проживали без мужей, в 4,8 % семей мужчины проживали без жён, 42,1 % не имели семьи. В среднем домашнее хозяйство ведут 2,16 человек, а средний размер семьи — 2,78 человека. Доля лиц старше 65 лет — 6,6 %. Средний возраст населения — 34,6 лет. В 2014 году медианный доход на семью оценивался в 45 165 $, на домашнее хозяйство — в 22 168 $.
Динамика численности населения:
|  |